# Acció hipotecària
L'acció hipotecària és el procediment establert per exigir el pagament de deutes garantits per una penyora o hipoteca, i confereix al seu titular la facultat de dirigir-se al Jutjat competent, en el territori on radica la finca registral o dret inscrit, i sol·licitar directament la venda forçosa del bé o dret gravat amb la hipoteca. Mitjançant l'ús d'aquesta acció real el creditor hipotecari pot obtenir, de manera immediata, la realització forçosa de l'immoble o dret que és objecte de la hipoteca, per fer pagament del deute garantit amb el numerari resultant del constrenyiment.
El mitjà de realització normal consisteix en la celebració d'un acte públic per a la venda forçosa, amb publicitat i lliure concurrència, que s'anomena subhasta.
L'exercici de l'acció hipotecària s'ha d'efectuar en connexió amb el registre de la propietat que ha de deixar acreditada la inscripció i subsistència de la hipoteca que empara l'execució que és conseqüència de l'exercici de l'acció.